# Нарцизово (платформа)
Нарци́зово (бел. Нарцызава) — железнодорожный остановочный пункт Минского отделения Белорусской железной дороги на линии Минск — Орша. Расположен в 4,2 километрах юго-восточнее деревни Нарцизово и 1,8 километрах от деревни Ломинщина Толочинского района Витебской области, между станцией Славное и остановочным пунктом Троцилово на перегоне Славное — Толочин.

## История
Остановочный пункт был построен и введён в эксплуатацию в 1960-е годы на железнодорожной магистрали Москва — Минск — Брест. В 1981 году остановочный пункт был электрифицирован переменным током (~25 кВ) в составе участка Борисов — Орша-Центральная.

## Инфраструктура
Через остановочный пункт проходят два магистральных пути. Станция представляет собою две боковые платформы прямой формы, имеющие длину по 220 метров каждая. Пересечение железнодорожных путей осуществляется по двум наземным пешеходным переходам, оснащёнными предупреждающими плакатами. Пассажирский павильон расположен на платформе в направлении Минска, билетные кассы на остановочном пункте отсутствуют.

## Пассажирское сообщение
Ежедневно через остановочный пункт проходят и останавливаются электропоезда региональных линий эконом-класса (пригородные электрички), следующие до станций расположенных в Минске: Минск-Пассажирский, Минск-Восточный, о.п. Институт культуры (5-6 рейсов в день). До станции Орша-Центральная отправляются 5 рейсов в день. Интервал между отправлениями составляет от 2-х до 4-х часов, время в пути до Орши составляет 1 час 5 минут, до Борисова — 1 час 8 минут, до станции Минск-Пассажирский — в среднем 2 часа 45 минут.
В 150 метрах от выхода с платформ расположено разворотное кольцо автобусов пригородного сообщения, от которого по пятницам и выходным отправляются автобусы 211 маршрута, следующие до автостанции города Круглое Могилёвской области.